# Shamash-mudammiq
Šamaš-mudammiq (<<Shamash muestra (su) favor>>) fue el cuarto rey de una secuencia, designada como Dinastía de E, de Babilonia, que gobernó durante la última parte del siglo X a. C.. Fue contemporáneo del rey asirio, Adad-nirari II, con el que se enfrentó.
De ascendencia desconocida, la duración de su reinado es igualmente incierto. Que sucedió a Mar-biti-ahhe-iddina está indicado en la secuencia de la asiria Lista sincrónica de reyes, pero los contactos con Asiria eran escasos, y los registros pueden haber anotado sólo los gobernantes que hayan interactuado, omitiendo a aquellos que no lo hayan hecho. Su gobierno marca la reanudación de los contactos, caracterizada por <<batallas, alianzas, cambios de fronteras, y, más tarde, matrimonios diplomáticos, que parecen haber unido a los dos países>>.
Los Annales de Adad-Nirari II registran que el rey asirio condujo una campaña contra Babilonia durante la última década del siglo X a. C., aunque la cronología exacta es vaga, quizá entre 908 y 902 a. C.. Afirma haber derrotado a Šamaš-muddamiq, que <<estableció una línea de batalla a los pies del Monte Yalman>>, posiblemente al sudeste de Jebel Hamrin.
Aunque derrotado, no hay pruebas de que tuviera un final violento, y parece haber muerto alrededor del cambio de siglo.